# Henri Pinault
Pour les articles homonymes, voir Pinault.

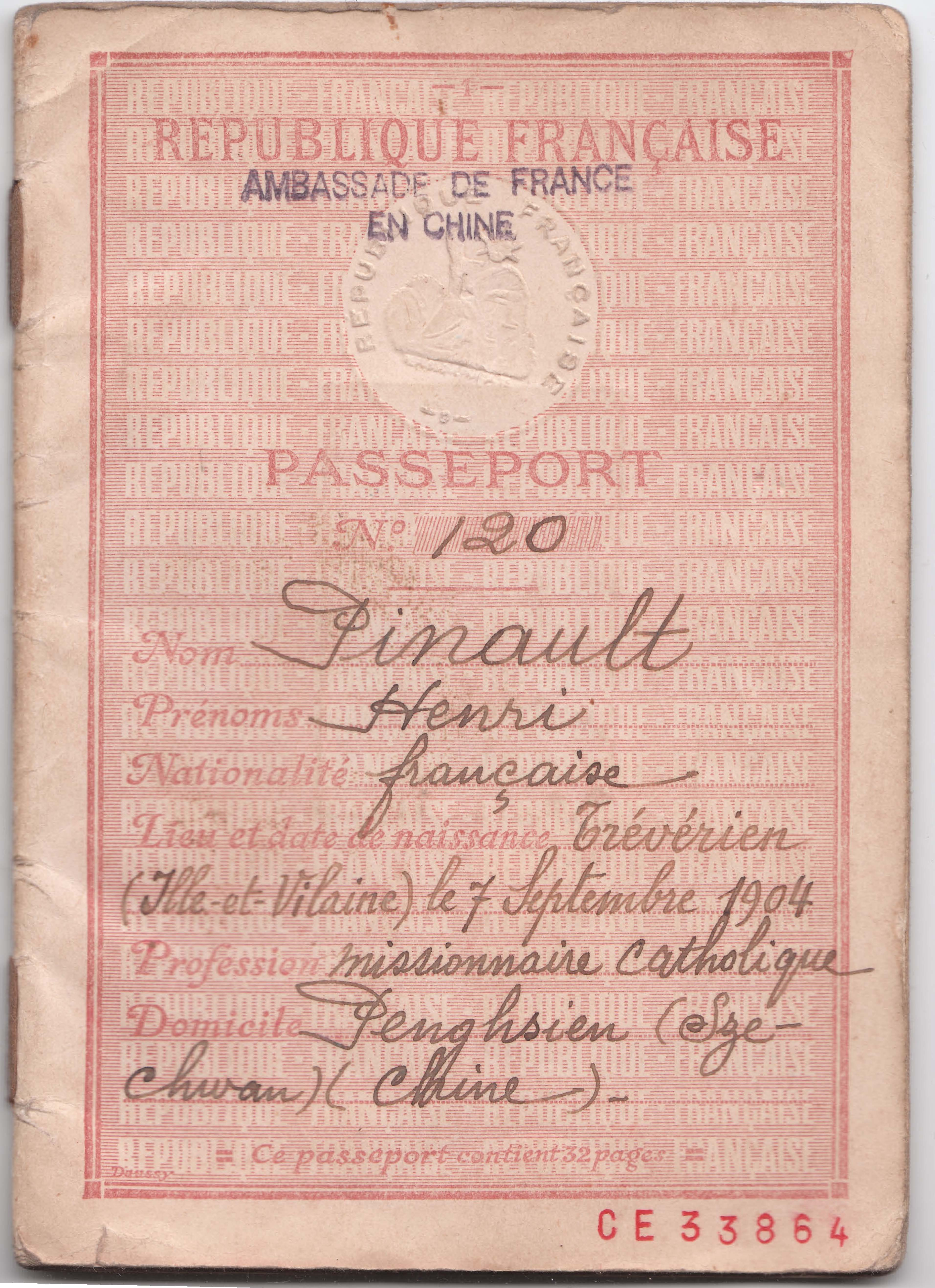
Passeport d'Henri Pinault

Henri-Marie-Ernest-Désiré Pinault, né le 7 septembre 1904 en Bretagne à Trévérien et mort le 24 février 1987 à Évran, est un missionnaire français qui fut évêque du diocèse de Chengdu (autrefois Chen-Tu) en Chine.

## Biographie
Henri Pinault naît dans une famille bretonne pieuse de fermiers du doyenné de Tinténiac. La famille s'installe quelques mois plus tard dans une ferme à Évran, dans les Côtes-du-Nord, où il poursuit ses études primaires. Il entre ensuite au collège des cordeliers de Dinan. La famille est de forte tradition catholique. Un oncle est prêtre du diocèse de Saint-Brieuc et un cousin, prêtre du diocèse de Rennes, et c'est à Évran qu'est né et a passé son enfance Auguste Haouisée, missionnaire en Chine.
Il entre à la société des Missions étrangères de Paris en 1922 et est ordonné prêtre en 1929.

### Années en Chine
Henri Pinault embarque en bateau pour la Chine, le 15 septembre 1929. Le pays est en pleins tourments de la guerre civile chinoise. Il est affecté à la mission de Cheng-tu, aujourd'hui Chengdu, puis à Bazhou pour apprendre le mandarin. La ville tombe aux mains des communistes le 23 février 1933 et le P. Pinault trouve refuge à l'abbaye bénédictine de Chongqing (Tchong-king à l'époque). Il est nommé supérieur du probatorium en 1934 à Ho-Patchang, où il ouvre un hôpital en 1942. Il part en 1945 pour Kon-Tsin-tchéou, afin de remplacer le curé décédé.
Lorsque Jacques Rouchouse meurt en 1948, Henri Pinault est nommé pour le remplacer, le 14 juillet 1949. Il devient donc le second évêque de Chengdu. Il reçoit sa consécration épiscopale le 21 septembre 1949, mais deux mois plus tard, la ville est prise par les forces de l'armée populaire de libération, le 28 décembre 1949. Il prend alors la responsabilité de placer sous sa protection personnelle les églises du diocèse, afin - pensait-il - de protéger les fidèles. Mais le nouveau gouvernement communiste fait arrêter un grand nombre de prêtres, de religieux et de religieuses. et taxe lourdement les propriétés de l'Église. Puisque Henri Pinault est incapable de payer « ses dettes », le gouvernement l'arrête au début de l'année 1952. Il subit de nombreux interrogatoires et il est finalement expulsé après quelques semaines de prison. Il arrive à Hong Kong, le 14 avril 1952, en pleine guerre de Corée. Il débarque à Marseille, le 30 juin 1952 et se rend chez sa mère à Évran. Henri Pinault n'a donné sa démission d'évêque de Chengdu qu'en 1983.

### Dernières années
Henri Pinault accepte la charge de chapelain des forces aériennes françaises en Afrique du Nord, jusqu'à ce qu'il s'installe quelque temps à Voreppe au début de l'année 1954, puis à Paris, où il travaille avec la Mission bretonne et au ministère épiscopal des confirmations et ordinations de l'archidiocèse de Paris.
Henri Pinault prend part aux sessions de Vatican II de 1962 à 1965. De retour de Rome, il prend sa retraite à Évran, le village de sa jeunesse, où il vit avec sa mère, et il s'occupe des paroisses environnantes. Sa mère meurt en 1975. Il fait partie des prêtres et des évêques qui concélèbrent la messe lors de la venue de Jean-Paul II à Lisieux, en juin 1980, ce qui constitue pour lui un moment inoubliable.
Il devient évêque émérite de Chengdu en 1983. Il est hospitalisé à Rennes en décembre 1986 pour de l'artérite et subit plusieurs opérations. Il retourne chez lui le 23 février 1987, pour s'éteindre le lendemain matin. Il est enterré au côté de sa mère au cimetière d'Évran.

## Articles connexes

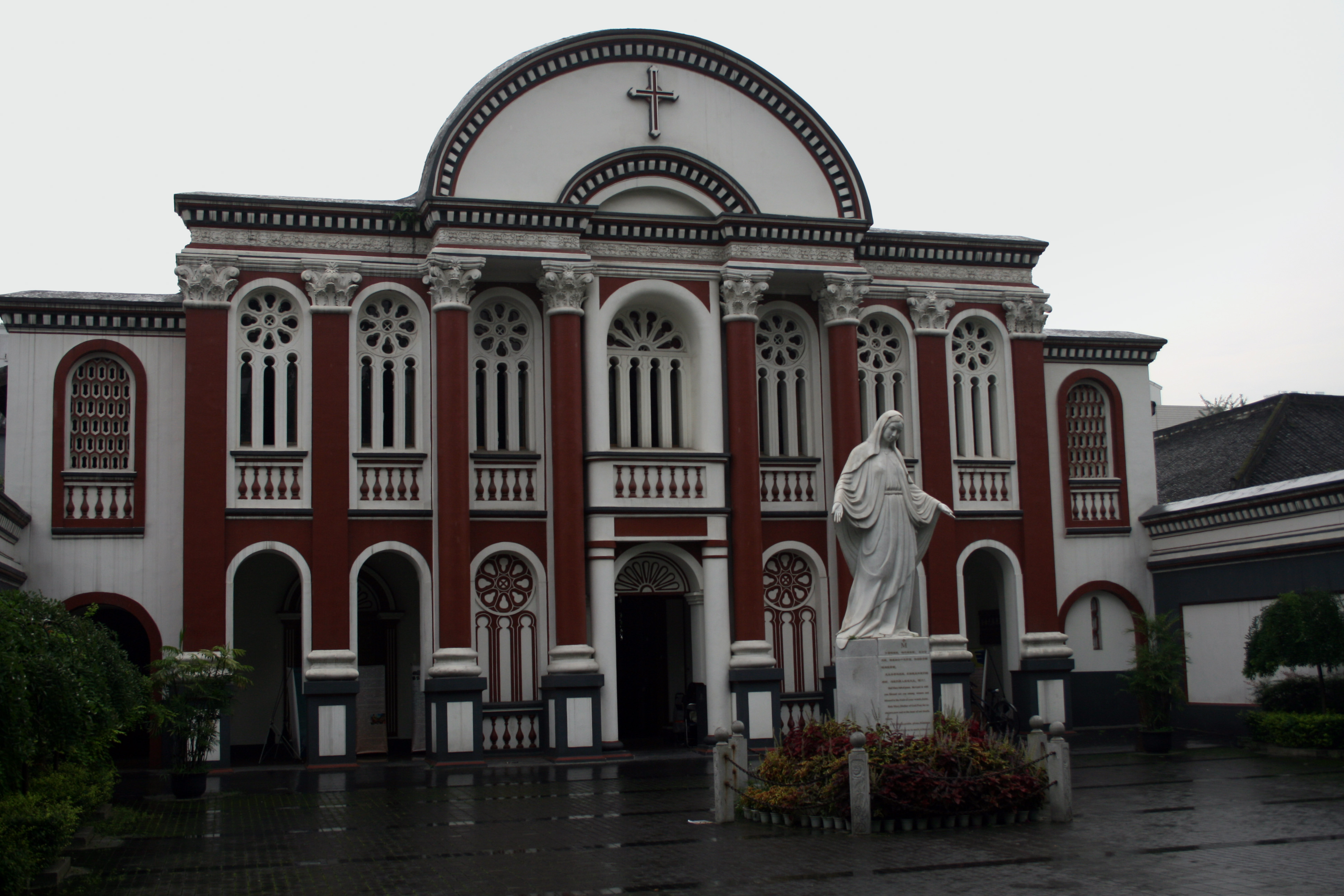
Cathédrale de Chengdu

## Référence
1. ↑   Isabelle De Gaulmyn La paradoxale mission du « Toit du monde » La Croix, 15 novembre 2012